# Jovana Arsić
Jovana Arsić, född 10 september 1992, är en serbisk roddare.

## Karriär
Vid olympiska sommarspelen 2020 i Tokyo slutade Arsić på tredje plats i C-finalen i singelsculler, vilket var totalt 15:e plats i tävlingen.
I maj 2023 vid EM i Bled tog Arsić brons i singelsculler. I april 2024 vid EM i Szeged tog hon guld i singelsculler.